# La Déclaration d'amour
Singles de France Gall
Les Petits Ballons
(1972) Comment lui dire
(1976)
Pistes de France Gall
Chanson d'une Terrienne Comment t'en apercevoir ?
La Déclaration d'amour est une chanson interprétée par France Gall, écrite et composée par Michel Berger, éditée en single en 1974, puis sur l'album France Gall en 1976. 
Première chanson écrite par Berger pour Gall, La Déclaration d'amour permet à la chanteuse de relancer durablement sa carrière avec plus de 75 000 exemplaires vendus du 45 tours.

## Origine et enregistrement
En 1974, Michel Berger accepte d'écrire pour France Gall. La Déclaration d'amour est la première chanson de l'album prévu qu'il lui fait enregistrer. La prise de son est réalisée par Georges Blumenfeld.
« Premier disque, première chanson. J'attendais tellement de cette première fois que quand il m'a joué la chanson au piano, j'ai été… comment dire… un peu déçue. Je rêvais d'une chanson rythmique, et me voilà avec une sensuelle déclaration. Le jour du studio, j'étais un peu tendue. Après une ou deux prises, Michel était content. Dans la foulée, il me demande d'écrire un texte parlé sur l’ad lib de la fin comme si j'avais fait ça toute ma vie, écrire ! Il s'est rendu compte qu'il manquait un solo de guitare à 2 heures du matin. Effondré, il ouvre la porte du studio et croise un guitariste qui travaillait à côté et qui rentrait chez lui. En un quart d'heure, la guitare de Jean-Pierre Castelain s'imprimait sur la bande seize-pistes où le piano de Michel, omniprésent, donne à lui seul le balancement bien particulier de cette chanson. Premier cadeau. Le public a été là tout de suite. »

## Versions
Enregistrements de la chanson :
- 1974 : La Déclaration d'amour - 7" Single (Atlantic 10.478) - 3:28
- 1976 : France Gall - Album LP (Atlantic 50.210)
- 1978 : France Gall Live - Album LP (Atlantic 60.137)
- 1982 : Palais des sports - Album LP (Live, WEA 240.029.1)
- 1988 : France Gall – Compilation CD (WEA 2292-42287-2) - 3:18
- 1990 : Les Années musique - Compilation CD (WEA 9031-71110-2) - 3:18
- 2004 : Évidemment - Anthologie CD (WEA 2564618762) - 3:23

## Classements

### Classements hebdomadaires
| Classement (1974)                       | Meilleure place |
| --------------------------------------- | --------------- |
| Belgique (Wallonie Ultratop 50 Singles) | 8               |
| France (IFOP)                           | 25              |

| Classement (2018)                          | Meilleure place |
| ------------------------------------------ | --------------- |
| Belgique (Wallonie Back Catalogue Singles) | 16              |
| France (SNEP)                              | 124             |

## Au cinéma
La chanson est utilisée dans le film Qui m'aime me suive de Benoît Cohen (2006).

## Reprises
- 2009 : par Vanessa Paradis et -M- pour l'album Best Of de la chanteuse. Titre extrait de l'émission Tous pour la musique diffusée sur France 2 le 21 novembre 2007.
- 2013 : par Françoise Hardy[11] sur la réédition spéciale « Quarantième anniversaire (1973-2013) » de son album Message personnel, 2 CD Warner Music France/Rhino/WEA Music (5 053105 894925).